# Cladosporium arthoniae
Cladosporium arthoniae är en svampart som beskrevs av M.S. Christ. & D. Hawksw. 1979. Cladosporium arthoniae ingår i släktet Cladosporium och familjen Davidiellaceae.  Arten är reproducerande i Sverige. Inga underarter finns listade i Catalogue of Life.